# 광양 김씨
광양 김씨(光陽金氏)는 전라남도 광양시를 본관으로 하는 한국의 성씨로 시조는 김황원 (金黃元) 으로 자는 천민(天民) 이고, 고려의 예부시랑(禮部侍郞) · 한림학사(翰林學士)를 지냈으며, 고시(古詩)로 이름을 떨쳐 해동제일이라는 일컬음을 받았던 문신이다.  광양김씨 가문은 고려전기 대표적 문벌귀족의 8가문중 하나로 주요인물로는 김정준, 김양감, 김의원이 있다. 
평장사 김정준의 딸이며, 수태보 문하시중 감수국사 김양감의 누이인 통의국대부인(通義國大夫人) 김씨는 고려중기 인종의 장인으로 대표적인 왕실의 외척세도가인 경원이씨 이자겸의 모친이다. 

## 참고 자료
- “광양김씨(光陽金氏)”. 뿌리를 찾아서.[깨진 링크(과거 내용 찾기)]